# モノラル
モノラル（英: monaural）とは、ステレオと対比されている概念であり、ひとつの再生装置だけ、あるいはひとつの録音装置だけを用いて行う放送や録音などのこと。一（いち）チャンネルのオーディオ。まれに「モノーラル」と表記することも。「モノフォニック（英: monophonic）」とも。
モノラル方式ではいわゆる「立体音」が再生されない。
1960年代にチャンネル数が2つのステレオ方式の音響が（音楽鑑賞用に）実用化される前は、人々は音楽を聴くときも、1つのスピーカーで聴いていた。
ステレオ方式のレコードが世の中に登場すると、以前の、旧式になったモノラル方式のレコードを「モノラル」と呼ぶことも行われた。
現在でも音楽鑑賞以外の場面ではしばしばモノラル方式が使われている。たとえば、電話の通話では音声はモノラル方式で伝わっている。ステレオ方式では伝えていない。たとえスマートフォンを使っていても、電話通話の場合は聞こえるのはモノラル方式の音である。電話では話者の声だけが明瞭に伝送できれば十分だからである。
学校の「校内放送」もたいていはモノラル方式であるし、各市町村の防災行政無線もモノラル方式である。こうした情報伝達の手段は音が明瞭に聞こえるだけで十分ということや、ステレオとした場合には音を拾う範囲が広くなるため、話者の声以外の余計な音が入り込む事を防ぐ意味もある。
災害時に持ち出すためにリュックなどに入れておく携帯型ラジオの多くも、スピーカーがひとつしか無く、モノラル方式である。
ステレオが普及した時代でも、往年の『ウォール・オブ・サウンド』のような効果を狙い、意図的にモノラルの音楽作品にすることはあり得ることである。
- モノラル方式の蝋管式蓄音機
- モノラルの蓄音機
- 1950年代のモノラル方式のラジオ。大きいが、スピーカーがひとつしか無い。
- モノラルのラジカセ（SONY CF-1700。1973年発売）
- モノフォニックなシンセサイザー（Yamaha CS-15、1978年）
- この無線機のトランシーバーもモノラル方式。
- 災害時用リュックに入れておくポータブル・ラジオもモノラルが多い。
- 防災ラジオもモノラル。
- 防災無線もモノラル。電柱の上にスピーカーが複数見えているが、モノラル音声を、複数の方向に向けて放っているだけ。
- エレキギターの信号出力（出力プラグ）もモノラルであり、エレキギター用アンプもモノラル。
- モノラル用プラグ
- モノラル用ミニ・プラグ